# Azeroth (Warcraft)
Azeroth er en fiktiv planet i Warcraft-universet der er udgivet af Blizzard Entertainment.
Den har fire kendte kontinenter, Eastern Kingdoms, Kalimdor, Northrend og det glemte kontinent Pandaria. Alle kontinenter er adskilt af Great Sea. Der findes to store tidligere beboede øer i det store hav: Kezan, goblinernes land og Zandalar, fødestedet for trolde civilisationen. I centrum af det store hav er en enorm, evig vortex kaldet "Maelstrom" hvorunder ligger den undersøiske by Nazjatar, hjemsted for den amfibiske (som findes både på land og i vand) race Naga.
Den første store ændring af landskabet var kaldt Sundering. Den var forårsaget af elverne overforbrug af magiske energier. Det medførte en massiv eksplosion, der opdelte superkontinentet til de fire der findes i dag. Den anden var Cataclysm forårsaget af Deathwing, der skabte en række naturkatastrofer, men også afslørede Pandaria i udvidelsen Mists of Pandaria. Den var den fjerde udvidelse og fokuserer på de mytiske og længst glemte lande i Pandaria, et kontinent langt mod syd som indtil nu er blevet indhyllet i magiske tåger. Både Alliancen og Horden lander på Pandaria og genopdager det gamle Pandaren folk, der kæmper mod imperiets gamle fjende, Mantid og deres tidligere undertrykkere, Mogu.
Historien der introducerer Pandaria, hvor spillerne opdager kontinentet og løser problemer, handler om at finde ud af, hvad der skete i de sidste 10.000 år og hvorfor. Senere kapitler i historien bragte krigen mellem Horden og Alliancen tilbage i fokus, hvilket fører til ændringer af dele af Pandarias samfund. I sidste ende vender spillerne tilbage til resten af Azeroth til et endeligt opgør, der har til formål at detronisere Warchief Garrosh Hellscream, lederen af Horden.

## Eastern Kingdoms
De Østlige Kongeriger, er den primære verden for de første to Warcraft-spil (og deres udvidelser) og første halvdel af Warcraft III: Reign of Chaos og er i øjeblikket opdelt i 22 områder også kaldt zoner, zonerne kan f.eks. være det tidligere kongerige Alterac eller det besatte Gilneas. Riget Stormwind ligger på den sydlige del af de østlige kongeriger, syd for dværgerige Khaz Modan og nord for junglen der er kendt som Stranglethorn Vale. Hovedstaden i Stormwind, Stormwind City, ligger i den nordvestlige del af Elwynn Forest, der en stor skov i midten af riget. Hovedstaden i Khaz Modan, hedder Ironforge og ligger i Dun Morogh.
Det tidligere menneskekongerige Lordaeron, som blev ledet den royale familie Menethil i Warcraft II: Tides of Darkness, men faldt senere til Scourge i Warcraft III: Reign of Chaos, ligger nord fra de sydlige kongeriger. Under den ødelagte by Lordaeron ligger nu Undercity hovedstaden for Forsaken, en gruppe af udøde der er brudt fri af Svøben. Området er nu kendt som Tirisfal Glades. Nordøst for Lordaeron ligger elvernationen Quel'Thalas og dens hovedstad Silvermoon, som begge blev erobret af Svøben i Warcraft III: Reign of Chaos.

### Alterac
Alterac var et kongerige engang da orkerne første gang angreb Azeroth. Fordi de lod orkerne igennem deres bjerge så de lettere kunne angribe Lordaeron, var der stridigheder mellem de forskellige kongeriger hvad der skulle gøres med landet. Det blev senere opløst og er i øjeblikket befolket af Ogre racen.

### Dun Morogh
Dun Morogh er hjemsted for dværgene og gnomerne. I den nordlige del ligger dværgenes hovedstad Ironforge, som de deler med gnomerne fordi deres egen hovedstad Gnomeregan er besat af Troggs.

### Elwynn Forest
Elwynn skoven ligger i riget Stormwind og indeholder blandt andet byen Goldshire og hovedstaden for riget Stormwind City.

### Gilneas
Gilneas er hjemnation for Worgen racen, da orkerne første gang angreb Azeroth lukkede de grænser, der var omgivet af enorme mure. Men senere spredte varulve sig i befolkningen og Forsaken begyndte at angribe landet, så de blev nødt til at søge hjælp fra alliancen.

### Khaz Modan
Khaz Modan er et af dværgerigerne. Det ligger lidt syd for midten af de østlige kongeriger. Deres hovedstad Ironforge er forbundet til Stormwind med en underjordiske "metro" bygget af gnomerne.

### Lordaeron
Lordaeron er det tidligere menneske-kongerige og navnet på deres hovedstad. Efter den sidste prins Arthas Menethil forlod landet for at drage mod Northrend, blev overtaget af Forsaken. De har gjort de enorme katakomber under hovedstaden til deres egen kaldet Undercity.

### Quel'Thalas
Quel'Thalas er elverriget nu beboet af blodelverne. Navnet oversættes fra deres sprog til høje kongerige eller høje hjem. Deres hovedstad hedder Silvermoon.

### Stormwind
Stormwind er det nuværende menneske-kongerige. Hovedstaden Stormwind er forbundet med Ironforge af en underjordiske "metro" der er bygget af gnomerne.

### Stranglethorn Vale
Stranglethorn Vale er en jungle fuld af vilde dyr. I den sydlige del ligger goblinbyen Booty Bay. Stranglethorn Vale blev opdelt i det Northern Stranglethorn og Cape of Stranglethorn efter begivenheden Cataclysm.

#### Northern Stranglethorn
Denne zone omfatter de lander i Stranglethorn Vale som ligger nord for Crystalvein Mine. Zul'Gurub og Nesingwary's Expedition ligger i Northern Stranglethorn.

#### Cape of Stranglethorn
Kap Stranglethorn er den sydlige del af Stranglethorn Vale, og stedet hvor den eskalerende konflikt mellem goblin pirater i Booty Bay og deres rivaler, Bloodsail Buccaneers finder sted. Gurubashi Arena ligger i Kap Stranglethorn og resten af zonen er oversået med Trolde ruiner og sandstrande.

### Tirisfal Glades
Tirisfals lune  er de tidligere menneske-kongerige Lordaeron, der nu er overtaget af Forsaken.

## Kalimdor
Kontinent Kalimdor blev først indført i Warcraft III: Reign of Chaos og består af 18 zoner. Hvorimod de østlige kongeriger kan beskrives som middelalderens Europa med traditionelle kongeriger dog med avancerede byer, kan Kalimdor sammenlignes med Amerika på det tidspunkt det blev opdaget af europæerne, fra deres synspunkt fulde af vilde og uudforskede lande. Geografisk og topografisk ligner Kalimdor Nordamerika og Afrika med enorme, gamle skove og bjerge, der dækker den nordlige del og enorme ørkener og savanner mod syd. nateleverriget er beliggende i den nordvestlige region i Kalimdor, og har deres hovedstad Darnassus i et enormt træ kaldt Teldrassil, der også lægger navn til øen det vokser på. Træet der i stavemåde og udseende minder om Yggdrasil ligger ud fra den nordvestlige kyst.
Mod syd, forbi Ashenvale Forest er en strækning af jord kendt som The Barrens, beliggende mellem græsland Mulgore mod vest og Durotar, landet ledet af orker mod øst. Mulgore er hjemsted for Tauren og hovedstaden Thunder Bluff, en stor by bestående af tipier der er bygget oven på et konglomerat af høje plateauer, der er tilgængelige med flyrejser og en stor serie af elevatorer bygget ned til jorden. I den nordlige del af Durotar er fæstningen-byen Orgrimmar, hovedstaden i orkerne.

### Ashenvale
Ashenvale er en stor skov der dækker en hel zone, i det nordlige Kalimdor. På grund af resourcerne ligger natelverne, der havde skoven før orkerne kom til Azeroth, i krig med Horden. Det var her at Illidan fandt den dæmoniske artefakt Skull of Gul'dan, hvis kræfter han absorberede og modtog kraft nok til at kunne besejre en dreadlord Tichondrius.

### Azshara
Azshara er opkaldt efter Highborne dronningen Azshara. Den er det nuværende hjemsted for goblinerne.

### Azuremyst Isle
Azuremyst øen er hvor racen Draenei styrtede ned med Exodar da de først ankom til Azeroth. Den ligger ud for Kalimdors vestkyst.

### Darkshore
Darkshore er en zone der ligger i det nordvestlige Kalimdor. Den største by før Cataclysm var Auberdine, men den blev raseret af Deathwing.

### Durotar
Durotar er opkaldt efter Thralls far der hed Durotan. Orkernes rige ligger på østkysten af kontinentet Kalimdor. Vest for Durotar ligger The Barrens, nord ligger Azshara. 
De to racer orker og trolde starter her når de begynder deres eventyr i World of Warcraft, med undtagelse af Death Knight klassen.

### Mulgore
Mulgore er et af de mange lande som Horden har bosat sig i Kalimdor, det er nu hjemsted for Tauren, som blev hjulpet af orkerne til at indtage det efter de ankommer til kontinentet. Mulgore er et meget grønt område i forhold til de lande der omkredser det. De har en stor landsby der ligger på toppen af et bjerg, som fungere som hovedstad ved navn Thunder Bluff. Toppen af bjerget kan nås via to elevatorlignende anordninger, en zeppelin fra Orgrimmar og andre forskellige måde der er tilgængelige for spillerne af World of Warcraft.

### Teldrassil
Teldrassil er en ø, hvorpå der ligger et enormt træ af samme navn. Oppe i træets krone ligger natelevernes hovedstad Darnassus. Det magiske træ blev groet i et forsøg på at genvinde elvernes udødelighed, hvilket ikke lykkedes.

### Theramore Isle
Theramore øen ligger ud for Kalimdors østkyst og er beliggenheden for den største menneskeby på kontinentet. Den er dannet af mennesker der nåede at flygte til Kalimdor før Den Brændende Legion angreb i Warcraft III: Reign of Chaos. Byen bliver ledet af datteren til lederen der førte dem til kontinentet; Jaina Proudmoore.

### The Barrens
The Barrens (det golde) var et goldt sted, der efter begivenheden Cataclysm er blevet delt af en kløft. Den indeholder nu en nordlig, lidt grønnere del og en sydlig der stadig er nogenlunde som det kunne opleves i starten af Warcraft-universet. Zonen var i starten af World of Warcraft kendt for sin in-game chat; der var en quest, der skulle løses hvor man skulle finde ud af, hvad der var sket med en ork Mankrik kone. Det fik utålmodige eller uerfarne spillere til at spørge i chatten hvor de skulle lede henne, hvilket blev så omsiggribende at det blev et udtryk for at stille et "dumt spørgsmål" i en chat, som at "man skulle stille spørgsmålet i Barrens-chatten i stedet".

#### Northern Barrens
Det nordlige Barrens omfatter alle de landområder nord for Great Divide, den store kløft som opstod, da Barrens var delt i to af Cataclysm. Området er en massiv savanne, med et par oaser i syd omkring byen Crossroads.

#### Southern Barrens
Det sydlige Barrens er de lande som ligger syd for Great Divide. Denne region er ikke kun en af de hårdest ramt af Cataclysm, men også er en af de største krigszoner, den eskalerende konflikt mellem Alliancen og Horde. I kølvandet på Cataclysm har Alliancen været aggressivt udvidende ind i hjertet af kontinentet fra østkysten.

## Northrend
Den tredje kontinent Northrend, er den geografiske nordpol af Azeroth og den primære højborg for den udøde Scourge. Her foregår det meste af historien i Warcraft III: Reign of Chaos og dets udvidelse Warcraft III: The Frozen Throne, og den anden udvidelsespakke til World of Warcraft Wrath of the Lich King. 
Prins Arthas Menethil drog til Northrend, sammen med en lille armé, for at tage hævn på Dreadlorden, Mal'ganis, efter at Mal'ganis havde spredt en sygdom over menneske-byen Stratholme.
I Northrend er der 12 "hold" (Factions); Der en Alliance ekspeditionen (The Alliance Vanguard), og Horde ekspeditionen (The Horde Expedition). Der er troldmændene fra byen Dalaran, der går under navnet "The Kirin Tor". Efter dødsridderne rev sig fri fra Svøben går de under navnet "Knights of the Ebon Blade".
Der er "Drage-aspekterne" der konstant konkurrerer mod den blå race af drager (The Blue Dragonflight), disse går under navnet The Wyrmrest Accord.
I zonen Sholazar Basin er der to 'mindre' racer, som kæmper indbyrdes imod hinanden, disse hedder 'The Oracles' og 'The Frenzyheart Tribe'.
Northrend er delt op i ti regioner, disse er (listet efter hvilket 'level' de er passende til; Borean Tundra (level 68-72), The Howling Fjord (level 68-72), Dragonblight (level 71-74), Grizly Hills (level 74-76), Sholazar Basin (level 76-78), Zul'drak (level 76-78), Storm Peaks (level 78-80), Icecrown (level 78-80)
Til sidst er der Player Versus Player (PvP)- zonen, Wintergrasp (eller Lake Wintergrasp.) Som er beregnet til karakterer i level 80.
 Tekst mangler, hjælp os med at skrive teksten

### Icecrown
Her holder "The Lich King" til.

## Pandaria
I udvidelsen World of Warcraft: Cataclysm er Azeroth blevet ændret permanent ingame, selv for spillere uden at udvidelsen installeret. Den nu korrupte "Black Dragon Aspect" (alfader for den sorte drage-race) Deathwing, tidligere Neltharion, er brudt fri fra sit fængsel i Deepholm, en del af det Elemental Plane (jordtema dimension) og forårsagede store ændringer og ødelæggelse af landene på Azeroth. Men det har desuden afsløret det "nye" kontinent Pandaria, hjemsted for Pandaran racen.

## Draenor
Draenor var hjemplanet af orkernes race og det sidste tilflugtssted for Draenei inden deres ankomst på Azeroth.
Udvidelsespakken Warlords of Draenor, vil foregå i en alternativ tidslinje på planeten Draenor, før den eksploderede og blev det som vi i dag kender som Outland.

## Great Sea
Det Store Hav er havet der adskiller kontinenterne Eastern Kingdoms, Kalimdor, Northrend og Pandaria, efter at "Well of Eternity" eksploderede og blev til Maelstrom. Her ligger nu Nazjatar, der er hovedstad for racen Naga.

### Maelstrom
Maelstrom (Malstrømmen) er navnet på en stor vortex hvor en magisk kilde kaldt "Well of Eternity" befandt sig. Den eksploderede og splittede superkontinentet op, som det kendes i dag.

### Kezan
Kezan er en vulkanø, som ligger i Great Sea, der var hjemsted for racen goblin. Efter begivenheden Cataclysm hvor vulkanen brød ud, har de været nødt til at efterlade øen og søger andre steder at være.

### Zandalar
Zandalar er en ø, der ligger i Great Sea, den var vugge for trolde civilisationen. Den måtte evakueres efter begivenheden Cataclysm forårsaget af Deathwing, der blandt andet skabte en tsunami.